# Dobje pri Planini
Dobje pri Planini – wieś w Słowenii, w gminie Dobje. W 2018 roku liczyła 117 mieszkańców.